# Iwaniwka (Antrazyt)
Iwaniwka (ukrainisch Іванівка; russisch Ивановка/Iwanowka) ist eine Siedlung städtischen Typs im Osten der Ukraine mit etwa 7300 Einwohnern.

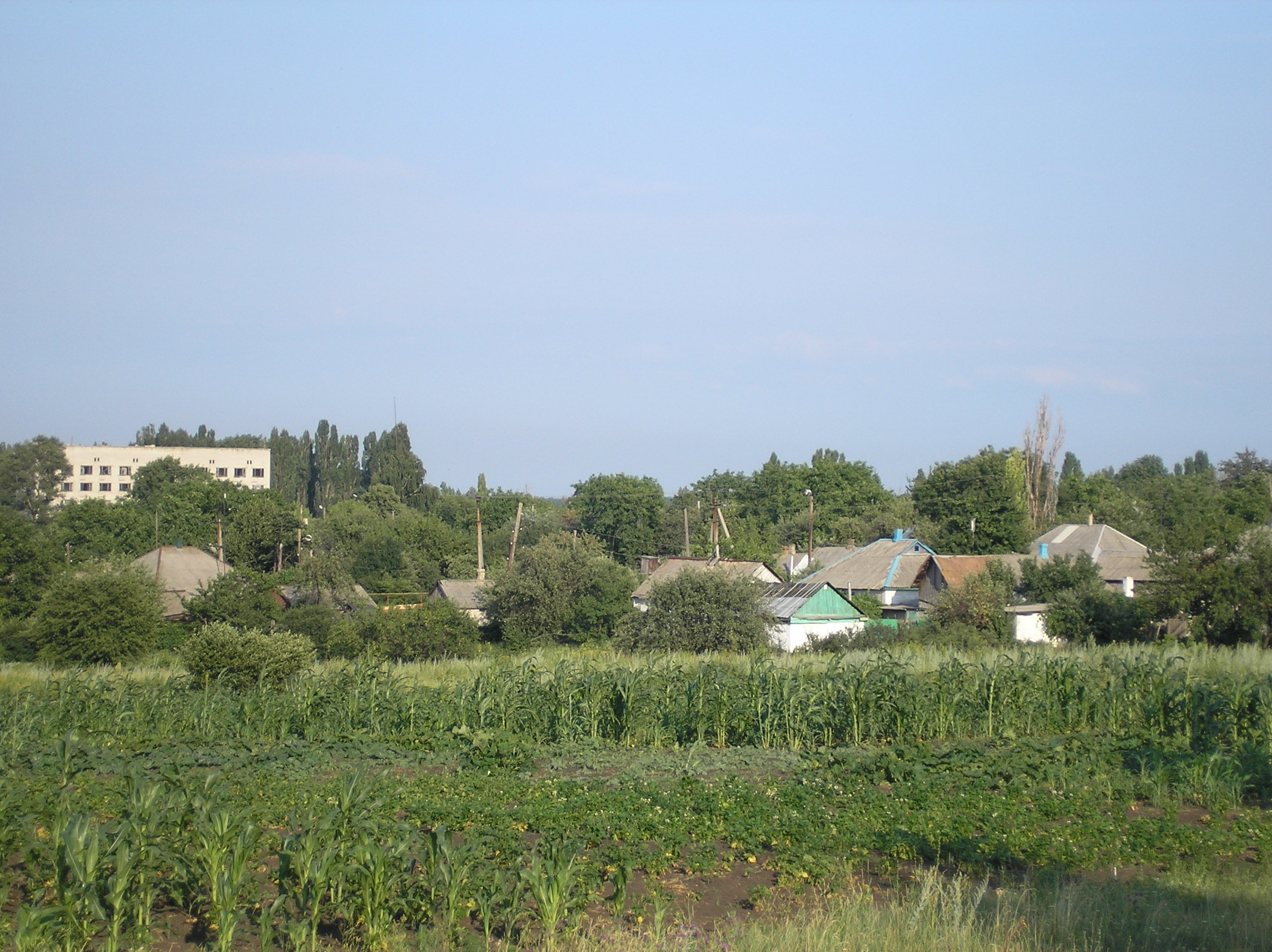
Blick auf den Ort

## Geographie
Der Ort liegt im Südwesten der Oblast Luhansk am Fluss Wilchiwka (Вільхівка) etwa 18 Kilometer nordwestlich der Rajonshauptstadt Antrazyt und 45 Kilometer südwestlich der Oblasthauptstadt Luhansk. Durch den Ort verläuft die Fernstraße N 21.
Zur gleichnamigen Siedlungsratsgemeinde zählen neben Iwaniwka auch die Ansiedlungen Kowylne (Ковильне) und Stepowe (Степове).

## Geschichte
Der Ort wurde 1771 von durch einen Generalmajor Iwan Schteritsch gegründet (der Ortsname wurde von seinem Vornamen abgeleitet), 1900 wurde hier eine Eisengießerei eröffnet. Am 30. Juni 1950 wurde der Ort schließlich zu einer Siedlung städtischen Typs ernannt, seit 1991 ist er ein Teil der heutigen Ukraine.
Seit Sommer 2014 ist der Ort im Verlauf des Ukrainekrieges durch Separatisten der Volksrepublik Lugansk besetzt.